# Janne Gustafsson
Pour les articles homonymes, voir Gustafsson.
Janne Gustafsson, né le 2 mai 1883 à Stora Skedvi (Suède) et mort le 24 septembre 1942 dans la même ville, est un tireur sportif suédois.

## Palmarès

### Jeux olympiques
- Jeux olympiques d'été de 1908 à Londres :
  -  Médaille d'argent en tir à la carabine libre par équipes.